# Reprezentacja Maroka w piłce siatkowej kobiet
Reprezentacja Maroka w piłce siatkowej kobiet to narodowa reprezentacja tego kraju, reprezentująca go na arenie międzynarodowej.
Największym sukcesem reprezentantek Maroka było wywalczenie srebrnego medalu Mistrzostw Afryki na turnieju w 1987 roku. Ponadto zdobyły również brązowy medal w 1976.

## Sukcesy

### Mistrzostwa Afryki
- 2. miejsce – 1976
- 3. miejsce – 1987

| Rok  | Kraj     | Miejsce      |
| ---- | -------- | ------------ |
| 1976 | Egipt    | 3. miejsce   |
| 1985 | Tunezja  | brak udziału |
| 1987 | Maroko   | 2. miejsce   |
| 1991 | Egipt    | brak udziału |
| 1993 | Nigeria  | brak udziału |
| 1995 | ???      | brak udziału |
| 1997 | ???      | brak udziału |
| 1999 | Nigeria  | brak udziału |
| 2001 | Nigeria  | brak udziału |
| 2003 | Kenia    | brak udziału |
| 2005 | Nigeria  | 6. miejsce   |
| 2007 | Kenia    | brak udziału |
| 2009 | Algieria | 6. miejsce   |
| 2011 | Kenia    | brak udziału |